# 哈克·威爾森
路易士·羅伯特·「哈克」·威爾森（英語：Lewis Robert "Hack" Wilson，1900年4月26日—1948年11月23日），為美國職棒大聯盟的外野手。生涯曾效力過巨人、小熊、道奇與費城人等隊。威爾森是1920年代晚期至1930年代初期的強打者，其中他在1930年更是達成高懸68年的單季56轟與至今仍是大聯盟紀錄的單季191分打點。
威爾森本身就有酗酒與愛打架的問題，這不僅使得他的職業生涯提前結束，也導致他在48歲時就因為酗酒過量引發疾病去世。最後他於1977年入選名人堂。

## 職業生涯

### 紐約巨人

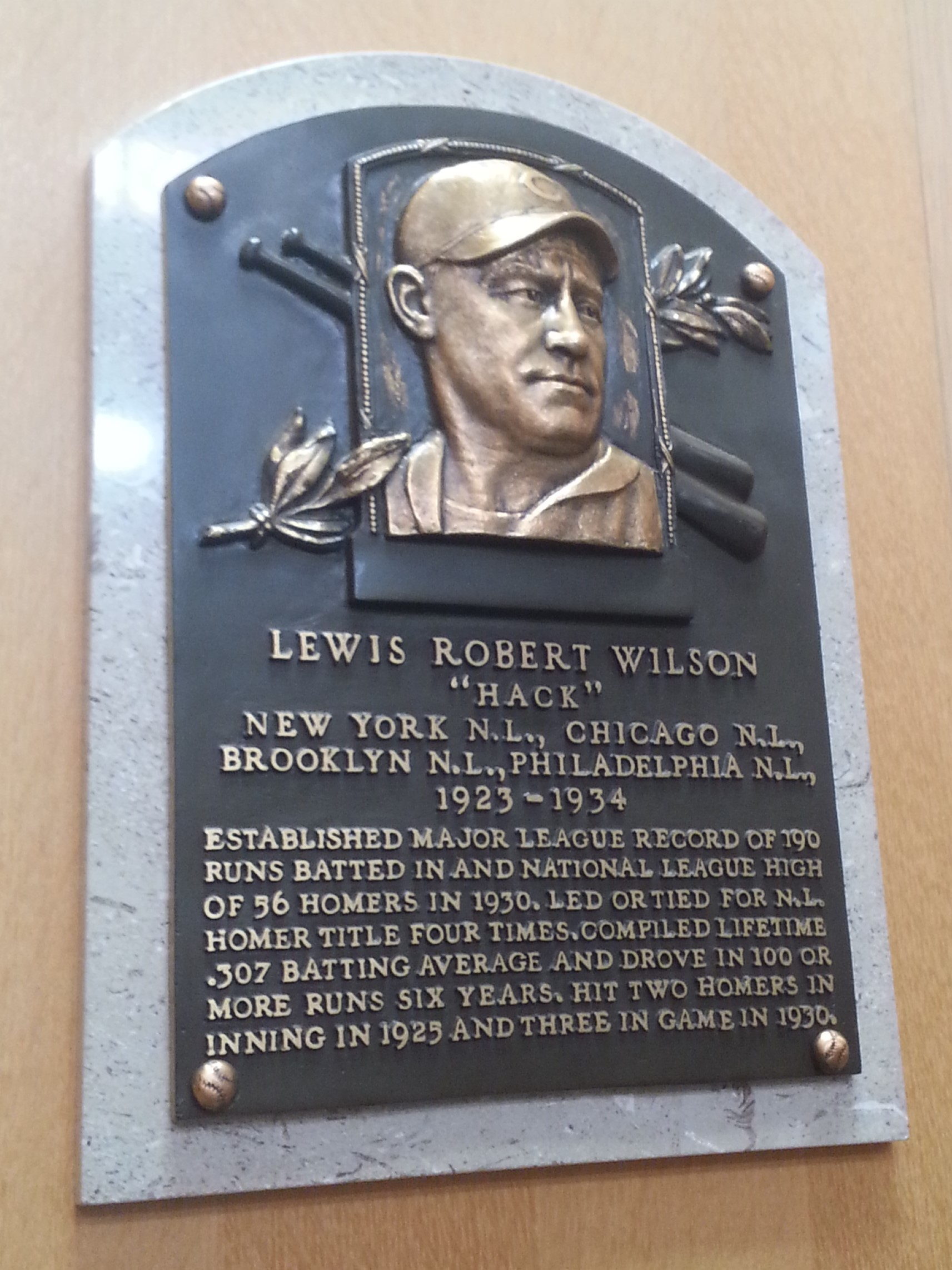
威爾森的名人堂牌匾

1923年9月29日，威爾森登上大聯盟。1924年，威爾森成為球隊的左外野手。他在7月中時，打擊率還一度上升至國聯第二。該年他的打擊率為2成95，10轟57分打點。不過他在該年世界大賽的打擊率僅2成33，球隊最終也輸給參議員。
1925年球季初，威爾森在道奇主場Ebbets Field敲出該球場有此以來最遠的全壘打。不過他在5月份出現打擊低潮，最終左外野的位置被Irish Meusel取代。7月2日，威爾森達成單局敲出2支全壘打的罕見紀錄。不過威爾森的低潮仍然持續著，這也導致他在8月份被下放至小聯盟。最後他被放進讓渡名單，並由小熊隊選走。而威爾森的兒子羅伯特也在這一年的世界大賽間出生。

### 芝加哥小熊
1926年，威爾森加入小熊隊，並很快成為小熊球迷喜愛的球員之一。5月24日，威爾森在瑞格利球場擊出直擊中外野分數看板的全壘打，這發全壘打也是小熊主場史上最遠的全壘打。不過他在當天晚上卻在地下酒吧被警察抓到，並罰款1美元。該年他的打擊率為3成21，21轟109分打點，並拿下全壘打王。小熊的戰績上升至第4名，而他在MVP的票選排名第5。

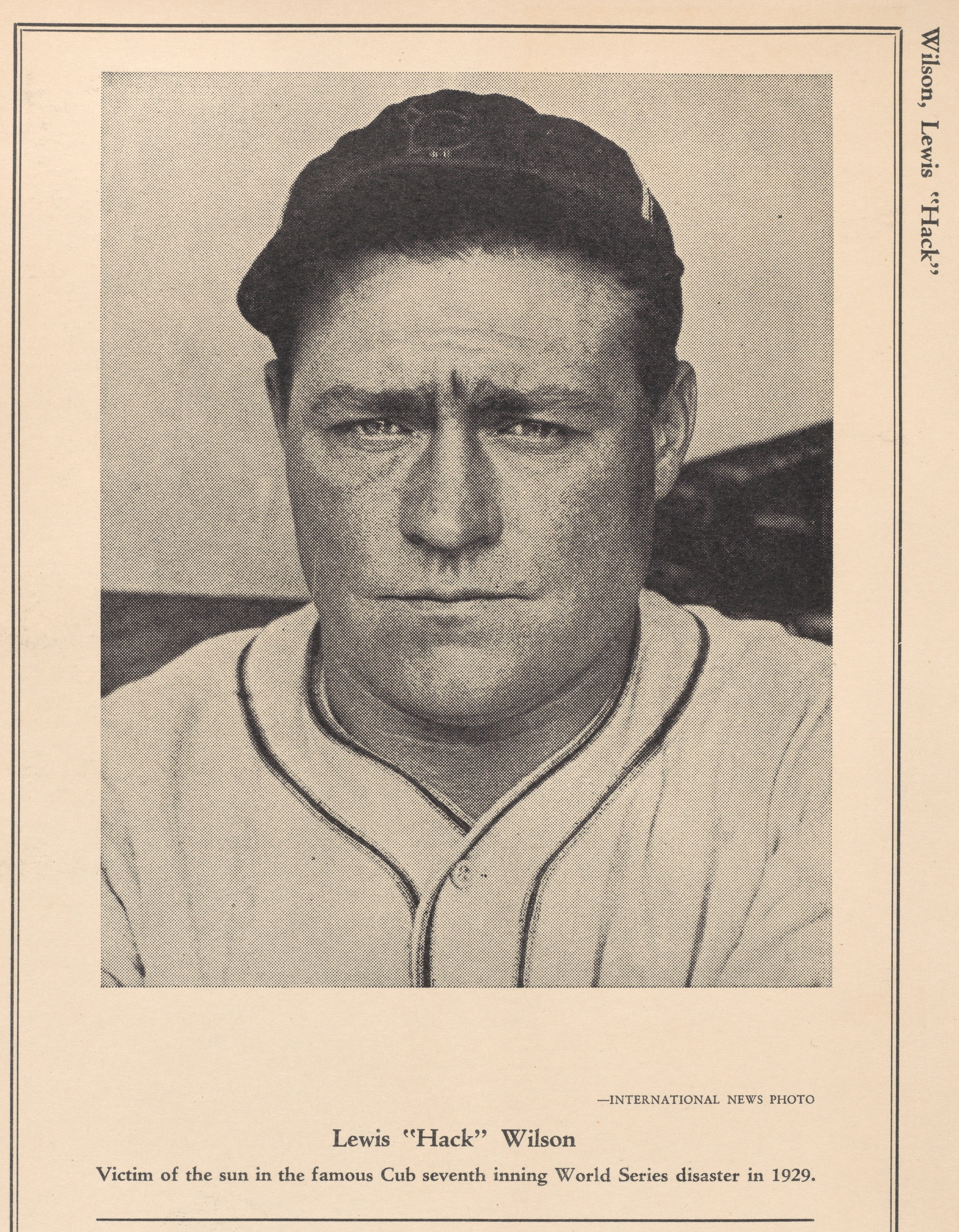
威爾森，攝於1929年

1927年，威爾森以30轟蟬聯全壘打王。該年他的打擊率為3成18、30轟和129分打點。小熊原本在9月底維持國聯第一，不過最後卻只有拿下國聯第4名。1928年，他以31轟拿下全壘打王，另有單季3成13的打擊率與120分打點。
不過威爾森暴躁的脾氣也讓他陷入不少麻煩。1928年6月22日，他因為受不了場邊球迷的鼓譟，所以他直接衝上觀眾席和球迷打架。另外他在面對紅人隊的比賽中，因為對方投手Ray Kolp對他說了幾句批評的話，威爾森甚至在擊出安打上壘後就直接衝進對方休息室與Kolp打架。他甚至還與白襪隊一壘手Art Shires簽下合約進行拳擊賽，搞到最後小熊老闆甚至出面請求威爾森的妻子制止他的行為。
1929年，威爾森的打擊率為3成45，另有39轟與國聯紀錄的159分打點。他與隊友羅傑·霍斯比都敲出39轟，也幫助小熊拿下睽違已久的國聯冠軍。威爾森在世界大賽的打擊率高達4成71，不過他在客場卻也出現2次守備失誤。其中第4場，小熊更是在8比0的領先中被運動家單局灌進10分逆轉。最後運動家4勝1敗拿下世界大賽冠軍。

#### 1930年球季
威爾森在1930年球季的表現，被認為是大聯盟史上單一球員在單一球季的最佳表現。才到了7月中，威爾森就已經打回82分打點。他在8月敲出13轟與53分打點。9月17日，威爾森達成單季174分打點，打破1927年盧·賈里格創下的紀錄。最後他的單季打擊率為3成56，56轟也在當時創下國聯紀錄，還有現今仍未被打破的191分打點。威爾森也被全美棒球記者協會選為那年非官方的MVP（因為大聯盟從1931年才開始有正式的MVP票選）。
威爾森的單季191分打點紀錄到現在仍未被超越，1938年之後，就再也沒有任何一名球員能夠打出單季170分以上的打點。近代最接近此紀錄的人是1999年的曼尼·拉米瑞茲，他在那年的打點數為165分。而威爾森單季56轟的紀錄也在國聯高懸了68年，直到1998年才被薩米·索薩和馬克·麥奎爾分別以66轟和70轟給打破。

### 衰退
儘管威爾森在1930年打出漂亮的球季，然而他酗酒的習慣卻沒有就此停止。1931年春訓，他足足胖了9公斤。這一年小熊隊總教練Joe McCarthy也轉隊到洋基隊擔任總教練，而新任總教練正好是威爾森的前隊友羅傑·霍斯比。威爾森也時常抱怨霍斯比的帶隊方式沒有McCarthy那麼好。1931年6月18日，威爾森敲出職業生涯第200發全壘打。他成為大聯盟史上第4位達成生涯200轟的球員，前3位分別是貝比·魯斯、賽·威廉斯和霍斯比。後來他在4、5月出現打擊能力衰退，小熊隊老闆也希望球隊能將威爾森交易。9月6日，威爾森因為在辛辛那提動手毆打記者遭到禁賽。該年他的打擊率為2成61，全壘打也只剩下13支。
1931年12月，小熊隊用威爾森和Bud Teachout兩名球員向紅雀隊交易柏雷·葛萊姆斯。不過他在紅雀待不滿一個月就遭到交易，道奇隊用小聯盟選手Bob Parham和25000美元跟紅雀隊交易威爾森。1932年球季，威爾森出賽135場比賽，打擊率為2成97，另有23轟與123分打點。1933年，威爾森在第9局擔任代打，完成他在這個球季的首次出賽。結果他最後敲出了場內滿貫全壘打，這也是大聯盟至今唯一一支由代打敲出的場內滿貫砲。1934年球季，他在道奇隊的打擊率為2成62，他也在球季中被交易至費城人。不過他在費城人只出賽7場比賽，20個打數僅敲出兩支安打，隨後他遭到費城人釋出。最後他在球季結束後宣布退休。

## 退休之後
威爾森在退休後到西維吉尼亞州的馬丁斯堡經營撞球店，後來因為財政困難而倒閉，而且威爾森也和他的妻子離婚。1938年，他在道奇隊球場附近賣飲料，但是因為道奇球迷對威爾森不太友善，所以最後威爾森也很快地把飲料店收起來。期間，威爾森也找了不少工作，但是每一項工作都做不久。最後他來到巴爾的摩，而當地市政府也知道他的來歷，因此推薦他去巴爾的摩的一家公共游泳池擔任經理。
1948年10月4日，威爾森被發現在家中昏倒。後來他在11月23日因為肺炎和併發症引發的內出血去世，享年48歲。
儘管威爾森以前曾是明星級的球員，不過在他死後卻是一無所有。由於他兒子拒絕認領他的遺體，最後國聯主席只好自掏腰包幫威爾森處理後事。更令人心酸的是，和威爾森同年去世的貝比·魯斯，他的喪禮吸引了超過數千人參加，然而威爾森的喪禮只有幾百人參加而已。
後來前小熊隊總教練Joe McCarthy在10個月後又再度籌辦一個更完善的喪禮，而這一次也吸引比較多前大聯盟球星參加。
1979年，威爾森入選名人堂。他家鄉的其中一條街道也命名為哈克·威爾森路以茲紀念，而這條大道也能延伸到威爾森的故鄉埃爾伍德市。

## 職棒生涯成績
| 年度 | 球隊 | 場次 | 打席 | 打數 | 得分 | 安打 | 二壘打 | 三壘打 | 全壘打 | 打點 | 盜壘 | 四壞 | 三振 | 打擊率 | 上壘率 | 長打率 |
| 1923 | NYG  | 3    | 10   | 10   | 0    | 2    | 0      | 0      | 0      | 0    | 0    | 0    | 1    | .200   | .200   | .200   |
| 1924 | NYG  | 107  | 434  | 383  | 62   | 113  | 19     | 12     | 10     | 57   | 4    | 44   | 46   | .295   | .369   | .486   |
| 1925 | NYG  | 62   | 206  | 180  | 28   | 43   | 7      | 4      | 6      | 30   | 5    | 21   | 33   | .239   | .322   | .422   |
| 1926 | CHC  | 142  | 614  | 529  | 97   | 170  | 36     | 8      | 21     | 109  | 10   | 69   | 61   | .321   | .406   | .539   |
| 1927 | CHC  | 146  | 646  | 551  | 119  | 175  | 30     | 12     | 30     | 129  | 13   | 71   | 70   | .318   | .401   | .579   |
| 1928 | CHC  | 145  | 623  | 520  | 89   | 163  | 32     | 9      | 31     | 120  | 4    | 77   | 94   | .313   | .404   | .588   |
| 1929 | CHC  | 150  | 670  | 574  | 135  | 198  | 30     | 5      | 39     | 159  | 3    | 78   | 83   | .345   | .425   | .618   |
| 1930 | CHC  | 155  | 709  | 585  | 146  | 208  | 35     | 6      | 56     | 191  | 3    | 105  | 84   | .356   | .454   | .723   |
| 1931 | CHC  | 112  | 458  | 395  | 66   | 103  | 22     | 4      | 13     | 61   | 1    | 63   | 69   | .261   | .362   | .435   |
| 1932 | BRO  | 135  | 539  | 481  | 77   | 143  | 37     | 5      | 23     | 123  | 2    | 51   | 85   | .297   | .366   | .538   |
| 1933 | BRO  | 117  | 413  | 360  | 41   | 96   | 13     | 2      | 9      | 54   | 7    | 52   | 50   | .267   | .359   | .389   |
| 1934 | BRO  | 67   | 212  | 172  | 24   | 45   | 5      | 0      | 6      | 27   | 0    | 40   | 33   | .262   | .401   | .395   |
| 1934 | PHI  | 7    | 23   | 20   | 0    | 2    | 0      | 0      | 0      | 3    | 0    | 3    | 4    | .100   | .217   | .100   |
| 1934 | 合計 | 74   | 235  | 192  | 24   | 47   | 5      | 0      | 6      | 30   | 0    | 43   | 37   | .245   | .383   | .365   |
| 12年 | 12年 | 1348 | 5557 | 4760 | 884  | 1461 | 266    | 67     | 244    | 1063 | 52   | 674  | 713  | .307   | .395   | .545   |

## 延伸閱讀
- . MAS Ultra. 2001年10月  [2020-02-14]. （原始内容存档于2020-10-28）.
- . MAS Ultra. 1999年10月  [2020-02-14]. （原始内容存档于2020-10-28）. Subscription required.
- Parker, Clifton B.  Softcover. Jefferson, North Carolina: McFarland & Company, Inc. 2000. ISBN 0-7864-0864-2.

## 外部連結
- 哈克·威爾森在美國職棒官網（英语）
- 哈克·威爾森在Baseball-Reference.com（大聯盟）（英语）
- 哈克·威爾森在Baseball-Reference.com（小聯盟以及海外聯盟）（英语）
- 哈克·威爾森在FanGraphs.com（英语）
- 哈克·威爾森在Retrosheet（英语）
- 哈克·威爾森在The Baseball Cube（英语）
- 哈克·威爾森在Baseball Hall of Fame（英语）

| 成就                     | 成就                   | 成就             |
| ------------------------ | ---------------------- | ---------------- |
| 前任： Freddie Lindstrom | 完全打擊 1930年6月23日 | 繼任： 齊克·哈菲 |